# Crassula hemisphaerica
Crassula hemisphaerica är en fetbladsväxtart som beskrevs av Carl Peter Thunberg. Crassula hemisphaerica ingår i släktet krassulor, och familjen fetbladsväxter. Inga underarter finns listade i Catalogue of Life.